# Buzowgrad
Buzowgrad (bułg. Бузовград) – wieś w południowo-środkowej Bułgarii, w obwodzie Stara Zagora, w gminie Kazanłyk. Według danych Narodowego Instytutu Statystycznego, 31 grudnia 2011 roku wieś liczyła 2166 mieszkańców.

## Położenie
Buzowgrad znajduje się w Srednej Gorze, 5 km od Kazanłyku. W pobliżu lewego brzegu Tundży.

## Zabytki
Na południe od miejscowości w Srednej Gorze, znajduje się megalit tracki. Do megalitu prowadzi 45-minutowy szlak turystyczny z Buzowgradu.
Ostatnim życzeniem historyka, trakologa Aleksnadyra Fola było, aby po śmierci jego prochy były rozrzucone pod tymi megalitami.

## Urodzeni w Buzowgradzie
- Stojno Czernogorski – rewolucjonista